# Eustomias interruptus
Eustomias interruptus is een straalvinnige vissensoort uit de familie van Stomiidae. De wetenschappelijke naam van de soort is voor het eerst geldig gepubliceerd in 1999 door Clarke.